# Harhaj
Harhaj je obec na Slovensku v okrese Bardejov. Žije zde 264 obyvatel, první písemná zmínka pochází z roku 1441. Nachází se zde římskokatolický kostel svatého Jana Nepomuckého z roku 1992.